# Правители Милана
Список правителей Милана с XIII века по 1859 год, когда Милан вместе с остальной частью Ломбардии вошёл в состав Сардинского королевства.
См. также:
- Список губернаторов Миланского герцогства

## Правители Милана из семейств Делла Торре и Висконти
- 1197—1241: Пагано I делла Торре
- 1247—1257: Пагано II делла Торре
- 1253—1256: Манфреди Ланча
- 1257—1259: Мартино делла Торре
- 1259—1264: Оберто Паллавичино
- 1263—1265: Филиппо делла Торре
- 1265—1277: Наполеоне (Напо) делла Торре
- 1277—1294: Оттоне Висконти
- 1294—1302: Маттео I Висконти
- 1302—1311: Гвидо делла Торре
- 1311—1322: Маттео I Висконти (реставрация)
- 1322—1327: Галеаццо I Висконти
- 1329—1339: Аццоне Висконти
- 1339—1349: Лукино Висконти
- 1339—1354: Джованни Висконти
- 1354—1385: Бернабо Висконти
- 1354—1378: Галеаццо II Висконти
- 1354—1355: Маттео II Висконти
- 4 августа 1378 — 1 мая 1395: Джан Галеаццо Висконти

## Герцоги Милана из династии Висконти
- 1 мая 1395 — 3 сентября 1402: Джан Галеаццо Висконти
- 3 сентября 1402 — 16 мая 1412: Джан Мария Висконти
  - 16 мая — 12 июня 1412 — Эсторре Висконти и Джанкарло Висконти, синьоры Милана
- 12 июня 1412 — 13 августа 1447: Филиппо Мария Висконти

## Амброзианская республика
- 13 августа 1447 — 25 марта 1450

## Герцоги Милана из династии Сфорца и Валуа
- 25 марта 1450 — 8 марта 1466: Франческо I Сфорца
- 20 марта 1466 — 26 декабря 1476: Галеаццо Мария Сфорца
- 26 декабря 1476 — 22 октября 1494: Джан Галеаццо Сфорца
- 22 октября 1494 — 2 сентября 1499: Лодовико Мария Сфорца
- 6 сентября 1499 — 5 февраля 1500: Людовик XII
- 3 февраля 1500 — 10 апреля 1500: Лодовико Мария Сфорца (реставрация)
- 17 апреля 1500 — 16 июня 1512: Людовик XII (реставрация)
- 16 июня 1512 — 8 октября 1515: Массимилиано Сфорца
- 11 октября 1515 — 19 ноября 1521: Франциск I
- 19 ноября 1521 — 3 октября 1524: Франческо II Мария Сфорца
- 23 октября 1524 — 24 февраля 1525: Франциск I (реставрация)
- 26 февраля 1525 — 1 ноября 1535: Франческо II Мария Сфорца (реставрация)

## Испанское правление (1540—1706)
См. Список губернаторов Миланского герцогства

## Австрийское правление (1706—1796)
См. Список губернаторов Миланского герцогства

## Транспаданская республика
- 15 октября 1796 — 29 июня 1797

## Цизальпинская республика
- 29 июня 1797 — 29 апреля 1799

## Австрийское правление
- 29 апреля 1799 — 29 апреля 1800

## Цизальпинская республика
- 29 апреля 1800 — 26 января 1802

## В составеИтальянской республики
- 26 января 1802 — 18 марта 1805: Наполеон I

## В составеКоролевства Италия
- 18 марта 1805 — 28 апреля 1814: Евгений Богарне

## Ломбардо-Венецианское королевство
См. Список губернаторов Миланского герцогства